# La música (canción)
«La música» es un sencillo del cantautor español José Luis Perales del álbum Gente maravillosa. Fue lanzado en 1993, por la discográfica Sony Music bajo el sello Columbia Records.

## Lista de canciones
| Lado A |             |          |  |
| N.º    | Título      | Duración |  |
| 1.     | «La música» |          |  |

## Créditos y personal

### Músicos
- Dirección musical, orquestal y arreglos: Eddy Guerin
- Programación y teclados: Alberto Estebanez y José Antonio Quintano
- Guitarras: Juan Cerro
- Bajo: Eduardo Gracia
- Piano y teclados: Eddy Guerín
- Saxofón alto: Manuel «Manolo» Fernández (solista)
- Programación Forat 16 (artefacto utilizado para reducir el ruido):[3] Oscar Vinader
- Líder sección de cuerdas: Gavyn Wright
- Sección de metal y saxofón: Gary Barnacle
- Coros: Maisa, Edith, Soledad, Doris, Guzmán, Webo, Miguel y Adolfo

### Personal de grabación y posproducción
- Todas las canciones compuestas por José Luis Perales
- Edición de las letras: Editorial TOM MUSIC S.L.
- Grabación:
  -  España:
    - Madrid: Estudio Eurosonic

  -  Reino Unido:
    - Londres: The Angel Studio
- Mezcla: Estudio Eurosonic, Madrid
- Ingeniero de grabación y mezclas: Juan Vinader
- Asistente de grabación y mezclas: Antonio Álvarez
- Realización de copias maestras digitales: Kash Productions
- Compañía discográfica: Sony Music International (bajo el sello Columbia Records), A&R Development,  Nueva York, Estados Unidos
- Director de producción: José Luis Gil
- Productor ejecutivo: Tomás Muñoz
- Fotografías: Pablo Pérez-Mínguez
- Diseño gráfico: AS52 (Tony Luz y Delfín Melero)

### Créditos y personal
- Perales, José Luis (2012). «DISCOGRAFÍA - GENTE MARAVILLOSA». Archivado desde el original el 26 de abril de 2012. Consultado el 15 de enero de 2013.

- Datos: Q16588468